# Soto en Cameros
Soto en Cameros tỉnh và cộng đồng tự trị La Rioja, phía bắc Tây Ban Nha. Đô thị này có diện tích là 49,05 ki-lô-mét vuông, dân số năm 2009 là 145 người với mật độ 2,96 người/km². Đô thị này có cự ly 28 km so với Logroño.